# Râul Valea Șteioarei
Râul Valea Șteioarei este un afluent al râului Urlătoarea Mare. 

## Hărți
- Harta județului Brașov